# Lista de comunidades dos Territórios do Noroeste
Segue a lista com as comunidades que se localizam nos Territórios do Noroeste, Canadá.

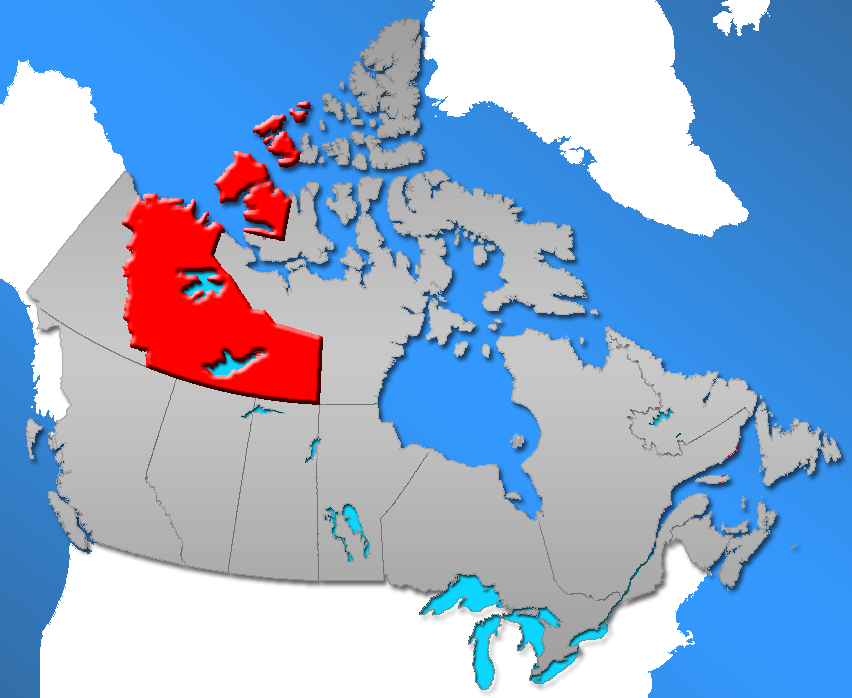
Territórios do Noroeste,Canadá

- Aklavik
- Behchoko
- Colville Lake
- Deline
- Dettah
- Enterprise
- Fort Good Hope
- Fort Liard
- Fort McPherson
- Fort Providence
- Fort Resolution
- Fort Simpson
- Fort Smith
- Gamèti
- Hay River Reserve
- Hay River
- Inuvik
- Jean Marie River
- Kakisa
- Lutselk's
- Nahanni Butte
- N'Dilo
- Norman Wells
- Paulatuk
- Sachs Harbour
- Trout Lake
- Tsiigehtchic
- Tuktoyaktuk
- Tulita
- Ulukhaktok
- Wekweeti
- Whatì
- Wrigley
- Yellowknife

## Povoados por Região

### Região de Dehcho
- Fort Liard
- Fort Providence
- Fort Simpson
- Jean Marie River
- Kakisa
- Nahanni Butte
- Trout Lake
- Wrigley

### Região de Inuvik
- Aklavik
- Fort McPherson
- Inuvik
- Paulatuk
- Sachs Harbour
- Tsiigehtchic
- Tuktoyaktuk
- Ulukhaktok

### Região de North Slave
- Behchoko
- Dettah
- Gamèti
- N'Dilo
- Wekweeti
- Whatì
- Yellowknife

### Região de Sahtu
- Colville Lake
- Deline
- Fort Good Hope
- Norman Wells
- Tulita

### Região de South Slave
- Enterprise
- Fort Resolution
- Fort Smith
- Hay River Reserve
- Hay River
- Lutselk'e

## População

### Região
- Região de Dehcho: 8 comunidades (2.982 habitantes)
- Região de Inuvik: 8 comunidades (6.713 habitantes)
- Região de North Slave: 7 comunidades (21.721 habitantes)
- Região de Sahtu: 5 comunidades (2.474 habitantes)
- Região de South Slave: 6 comunidades (7.220 habitantes)